# George Weidenfeld
Pour les articles homonymes, voir Weidenfeld.
Arthur George Weidenfeld, baron Weidenfeld de Chelsea, né le 13 septembre 1919 à Vienne en Autriche et mort le 20 janvier 2016 à Londres, est un éditeur, philanthrope et chroniqueur de presse britannique.

## Biographie
George Weidenfeld est étudiant à l'université de Vienne. Après l'annexion de l'Autriche par l'Allemagne en 1938, il émigre à Londres et commence à travailler avec le monitoring service de la British Broadcasting Corporation. En 1942, il est commentateur politique pour la BBC et également auteur d'une chronique de presse hebdomadaire. 
En 1948, il est le cofondateur avec Nigel Nicolson de la maison d'édition Weidenfeld & Nicolson. Cette société publie plusieurs ouvrages importants, dont Lolita de Vladimir Nabokov et Portrait of a Marriage, l'ouvrage que Nigel Nicolson consacre à ses parents, Harold Nicolson et Vita Sackville-West. En 1949, Weidenfeld exerce les fonctions de conseiller politique et de chef de cabinet auprès de Chaim Weizmann. 
Devenu citoyen britannique en 1946, Weidenfeld est anobli en 1969 et créé pair à vie en tant que baron Weidenfeld de Chelsea dans le comté du Grand Londres en 1976. Il est également Honorary Fellow de St Peter's College (Oxford), Honorary Fellow de St Anne's College (Oxford) et Docteur honoris causa de l'université d'Exeter. 
En 1985, Weidenfeld étend ses intérêts d'édition aux États-Unis, où il acquiert auprès de Barney Rosset la société Grove Press en partenariat avec Ann Getty (l'épouse de Gordon Getty). Grove fusionne ensuite avec la division new-yorkaise de Weidenfeld & Nicolson pour former le groupe Grove Nicolson. En 1991, la branche britannique de Weidenfeld & Nicolson est vendue au groupe Orion Publishing pour devenir la principale branche non romanesque d'Orion. En 1993, la société américaine, Grove Nicolson, fusionne avec Atlantic Monthly Press pour former Grove/Atlantic Inc. 
Les responsabilités de Weidenfeld ne comportent donc plus d'opérations commerciales quotidiennes, mais il cherche toujours à attirer des auteurs prestigieux pour les publier. Un coup remarquable est réalisé par Weidenfeld & Nicolson en 2005 lorsque Weidenfeld s'arrange pour publier Memory & Identity de Jean-Paul II. Weidenfeld reste également un chroniqueur actif pour le quotidien berlinois Die Welt. 
En janvier 2006, l'Institute for Strategic Dialogue, fondé à l'origine en tant que The Club of Three dans les années 1990, établit Lord Weidenfeld comme président. Cette organisation politique, qui fonctionne en réseau avec des personnalités importantes du monde entier dans les secteurs privé et public, travaille à déjouer les menaces à long terme contre la paix entre les nations et les communautés, et vise à renforcer la capacité de l'Europe d'être un partenaire efficace et cohérent. 
George Weidenfeld exerce des responsabilités dans plusieurs organisations philanthropiques, notamment comme président l'université Ben Gourion du Néguev (1996-2004), gouverneur de l'université de Tel Aviv, gouverneur de l'Institut Weizmann, vice-président du Forum UE-Israël, et administrateur de la National Portrait Gallery (1988-1995). 
Il est fait chevalier grand-croix de l'ordre de l'Empire britannique le 31 décembre 2010, pour services rendus au Service public.
Weidenfeld est marié à Annabelle Whitestone depuis 1992. C'est sa quatrième épouse.
Juif, il est sauvé par des chrétiens en 1938 et lance ainsi, en 2015, un plan de sauvetage des chrétiens de Syrie et d'Irak afin de « payer sa dette ».

## Distinctions
- Knight Bachelor (1969)
- Pair à vie (1976)
- Chevalier grand-croix de l'ordre de l'Empire britannique (31 décembre 2010)

## Armoiries
Écu : Coupé d'or et de sinople, séparé par une fasce crénelée d'argent maçonnée au naturel, sur le tout un saule pleureur aussi au naturel.
Cimier : Un demi-loupe regardant de sable tenant un rôle d'argent dans sa bouche.
Supports : Dextre, un vieil homme au naturel, barbu d'argent, habillé dans un manteau et un casquette de sable, et tenant dans sa main droite un tableau au naturel ; senestre, un jeune homme au naturel, habillé dans un blouson d'argent, les pantalons d'or, et les bottes et un casquette de sable, tenant dans sa main gauche une rapière point au-dessous au naturel, garnie de sable. 
Devise: Cedant Arma Togae (Les armes doivent céder à la toge).